# 4 (siffra)
Siffran 4 (fyra (fil)) används för att beteckna talet 4 och är en siffra i varje positiv talbas som är 5 eller högre.

Teckenspråkets tecken för siffran 4.
Punktskriften för siffran 4.
Kilskrifttecken för 4 mellan andra siffror.
Signalflagga för siffran 4.
Mayakulturens tecken för siffran 4.
Babyloniska tecknet för siffran 4.
4 ögon på en tärning.